# Coniopteryx ressli
Coniopteryx ressli är en insektsart som beskrevs av Walter Rausch och H. Aspöck 1978. Coniopteryx ressli ingår i släktet Coniopteryx och familjen vaxsländor. Inga underarter finns listade i Catalogue of Life.